# Дорожный пристав
Дорожный пристав — аппаратно-программный комплекс (АПК) для поиска автомобилей должников по налогам, штрафам и платежам. Комплекс интегрируется с базами Федеральной службы судебных приставов (ФССП), Налоговой инспекции и ГИБДД и в автоматическом режиме выявляет в транспортном потоке автомобили должников. В основе комплекса - одна из лучших отечественных систем распознавания автомобильных номеров Автомаршал. Надежность распознавания составляет до 98% даже в самых сложных погодных условиях.
Дорожный пристав используют не только муниципалитеты и ФСПП, но также банки для работы с проблемной задолженностью по кредитам и ресурсоснабжающие предприятия (тепло- и водоканалы, поставщики электроэнергии) для возврата в свой бюджет долгов по коммунальным платежам.

## Принцип работы
Перед началом работы с АПК «Дорожный пристав» необходимо загрузить в него базы данных должников и принадлежащих им транспортных средств. Поддерживается загрузка из файлов формата *.xls, *.xlsx и *.csv. Кроме поля с номером машины, в загружаемых базах также может присутствовать и другая информация: ФИО должника, сумма долга, примечания и т. д.
После того, как базы данных успешно загружены, начинается рейд по выявлению должников. В рейде целесообразно участвовать сотрудникам ГИБДД (для правомерной остановки автомобиля) и судебным приставам (для правомерного взыскания задолженности).
Комплекс сканирует номера машин в транспортном потоке и «пробивает» их по заданным базам данных. При обнаружении у владельца транспортного средства долгов, инспектор ГИБДД останавливает указанную машину. Далее судебные приставы или сотрудники налоговой инспекции взыскивают с неплательщика задолженность, вручают ему квитанцию или постановление суда, либо накладывают арест на имущество должника (в ряде случаев даже на автомобиль).
Такой вид «расплаты на дороге» может применяться ко всем видам должников-неплательщиков: злостные неплательщики налогов (в том числе транспортных) и коммунальных платежей, алиментщики-уклонисты, должники по дорожным штрафам, по возвратам банковских кредитов и др. Подобный принцип работы используется и для выявления машин без техосмотра, находящихся в розыске и т. д. После окончания рейда в программе можно просмотреть отчеты об остановленных должниках.

## Модификации системы
АПК «Дорожный пристав» имеет следующие модификации:

#### Вариант 1. Для мобильного использования при выездных рейдах
1.1 ДП.Авто - вариант для установки внутри автомобиля 
Патрульный автомобиль встает у обочины автодороги навстречу движению. Видеокамера распознает номера проезжающих автомобилей и проверяет их по загруженной в ПО базе должников. При совпадении распознанного номера с номером из базы на экран монитора выводится изображение автомобиля неплательщика, и подается звуковой сигнал.
1.2 ДП.Передвижной комплекс - вариант для установки на обочине дороги 
Видеокамера устанавливается на обочине дороги (или в автомобиле) и фиксирует проезжающие автомобили. Сигнал от видеокамеры передается в ЭВМ, где установлены ПО «Дорожный пристав» и региональные базы должников.
Программа распознает номера проезжающих авто и проверяет их по заданным базам. При совпадении распознанного номера и номера из базы должников на экран выводится изображение автомобиля должника, подается звуковой сигнал

#### Вариант 2. Для установки на стационарных постах ГИБДД
2.1. ДП.Пост - стационарная версия
Персональный компьютер (ПК) налоговых инспекторов и/или судебных приставов с предварительно установленным ПО «Дорожный пристав» и MS Office размещается в помещении поста ГИБДД. Видеосигнал, поступающий на пост от IP-видеокамер, подается на вход комплекса.
АПК автоматически в потоке выявляет и распознает номера транспортных средств. В случае проезда мимо камеры авто, номер которого находится в базе ФНС или ФССП, на экран ПК выводится его фото, и подается звуковой сигнал.

#### Вариант 3. Для использования на парковках у торговых центров, во время проведения развлекательных и других массовых мероприятий
3.1. ДП.Планшет - планшетная версия
Судебный пристав проходит с планшетным компьютером вдоль припаркованных машин и при помощи встроенной в планшет камеры сканирует их номера. Если выясняется, что владелец транспортного средства является должником, то остается лишь дождаться его появления для вручения постановления.
Преимущества этого варианта по сравнению с вариантами 1 и 2:
— судебные приставы могут обходиться без сотрудников ГИБДД, поскольку автомобиль должника останавливать не требуется;
— удобство в использовании планшетного компьютера для обнаружения автомобилей должников.

## Защита и обеспечение конфиденциальности используемой информации
На компьютер в составе АПК «Дорожный пристав» устанавливается ОС семейства Microsoft Windows с необходимыми антивирусным программами. Для входа в Windows для использования АПК, необходимо ввести пароль.
Для обеспечения конфиденциальности баз данных Федеральной службы судебных приставов, Налоговой инспекции и ГИБДД имеются следующие возможности:
1.   БД с должниками загружается в АПК «Дорожный пристав» только непосредственно перед рейдом для выявления должников.
2.   После окончания рейда БД с должниками удаляется из АПК «Дорожный пристав».
3.   БД с должниками в АПК «Дорожный пристав» защищается с помощью разграничения прав доступа (логин, пароль и т. д.)
Также АПК «Дорожным пристав» не подключается к сторонним компьютерам и компьютерным сетям и поэтому никак не связан со сторонними базами данных и не имеет к ним физического доступа.
Все это гарантирует полную конфиденциальность информации о должниках.

## Система защиты
Для защиты ПО «Дорожный пристав» используются аппаратные USB-ключи защиты.

## Примечание
1. «Дорожный пристав» ищет должников на трассе, которая ведет к морю - Сюжет Первого канала
2. 3 миллиона рублей и 80 автомобилей – результаты работы «Дорожного пристава» за 4 рейда в Краснодарском крае
3. За 2 дня «Дорожный пристав» собрал более 700 тысяч рублей в Александровском районе
4. «Дорожный пристав» на дорогах Самарской области - Сюжет канала Россия 24
5. Почти 22 млн руб взыскали приставы с томичей, останавливая машины на дорогах